# Maes Pils (Radsportteam)
Maes Pils war ein belgisches Radsportteam, das von 1966 bis 1977 bestand. Die größten Erfolge waren die Siege 1976 bei der Flandern-Rundfahrt und die beiden Erfolge bei dem Amstel Gold Race 1971 und 1972.

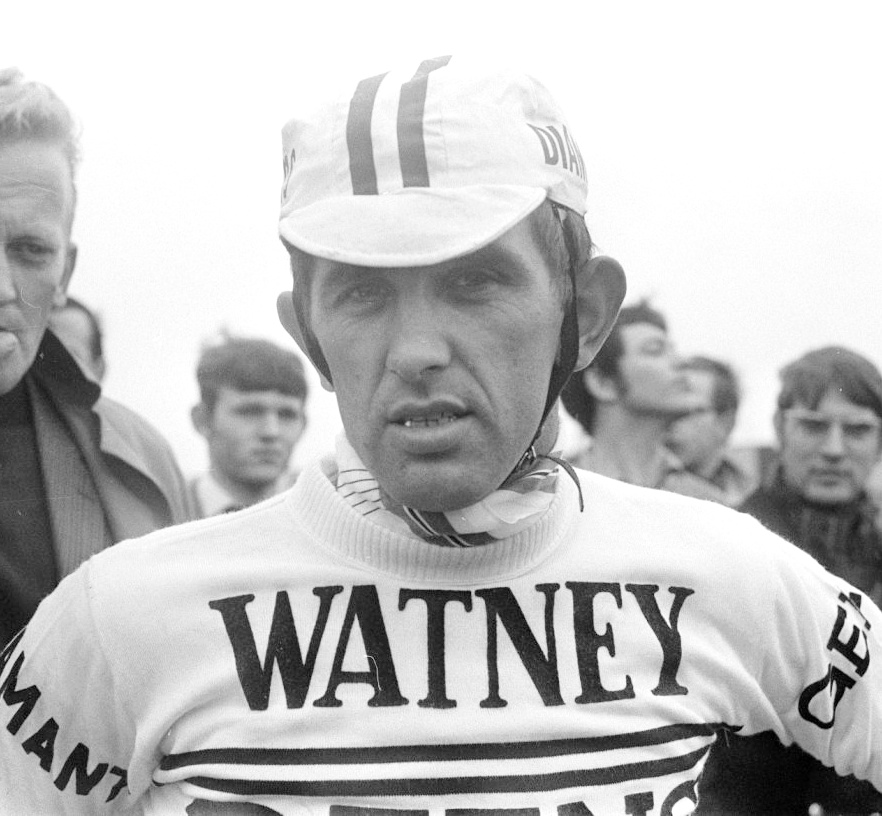
Frans Verbeeck 1970

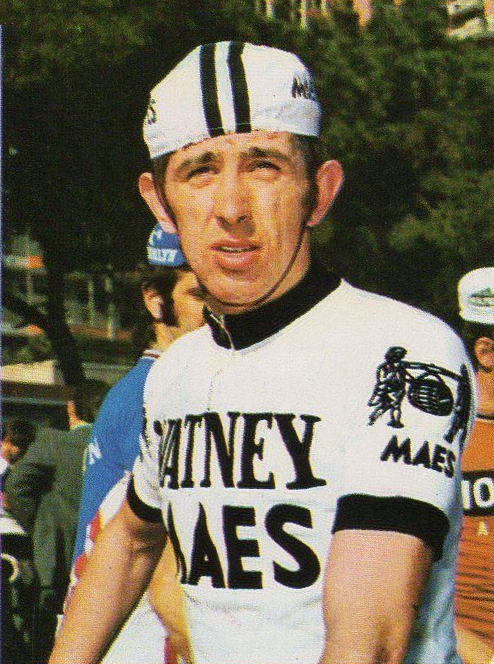
Frans Verbeeck 1973

## Erfolge
1967
- Grote Prijs Beeckman-De Caluwé
- GP Zele
- Erembodegem-Terjoden
- Druivenkoers

1968
- Memorial Fred De Bruyne

1969
- GP Jef Scherens
- Omloop der Vlaamse Gewesten
- GP du Tournaisis
- Sint-Elooisprijs

1970
- Omloop Het Volk
- Omloop van de Fruitstreek
- GP Zele
- Gesamtwertung und zwei Etappen Tour du Nord
- Gesamtwertung und eine Etappe Tour de Picardie
- eine Etappe Belgien-Rundfahrt
- drei Etappen Luxemburg-Rundfahrt

1971
- Amstel Gold Race
- GP Jef Scherens
- Leeuwse Pijl
- GP Zele
- GP de Denain
- Luxemburg-Rundfahrt
- zwei Etappen Critérium du Dauphiné Libéré
- eine Etappe Belgien-Rundfahrt

1972
- Amstel Gold Race
- Omloop Het Volk
- Kuurne–Brüssel–Kuurne
- Leeuwse Pijl
- Omloop der Vlaamse Gewesten
- Putte-Kapellen
- Grote Prijs Beeckman-De Caluwé
- GP Frans Verbeeck
- eine Etappe Critérium du Dauphiné Libéré
- zwei Etappen Belgien-Rundfahrt
- eine Etappe Luxemburg-Rundfahrt
- drei Etappen Tour du Nord

1973
- Belgischer Meister – Straßenrennen
- Dwars door Vlaanderen
- Kuurne–Brüssel–Kuurne
- Omloop van de Westhoek
- zwei Etappen Tour de France
- eine Etappe Critérium du Dauphiné Libéré
- eine Etappe Tirreno-Adriatico
- zwei Etappen Belgien-Rundfahrt
- eine Etappe Tour du Nord

1974
- Flèche Wallonne
- Grand Prix de Wallonie
- Ronde van Limburg
- GP du Tournaisis
- GP Paul Borremans
- GP Frans Verbeeck
- zwei Etappen Belgien-Rundfahrt

1975
- E3 BinckBank Classic
- GP Pino Cerami
- Pfeil von Brabant
- GP Frans Verbeeck
- Erembodegem-Terjoden
- Liedekerkse Pijl
- Zwevezele Koerse
- Gesamtwertung und zwei Etappen Luxemburg-Rundfahrt
- eine Etappe Tirreno-Adriatico
- eine Etappe Belgien-Rundfahrt

1976
- Flandern-Rundfahrt
- E3 BinckBank Classic
- Dwars door Vlaanderen
- GP de Denain
- Grote Prijs Beeckman-De Caluwé
- eine Etappe Tour de Suisse
- zwei Etappen Critérium du Dauphiné Libéré
- zwei Etappen Belgien-Rundfahrt
- eine Etappe 4 Jours de Dunkerque

1977
- Dwars door Vlaanderen
- Grand Prix de Wallonie
- GP Jef Scherens
- Putte-Kapellen
- Nokere Koerse
- Halle–Ingooigem
- Grote Prijs Marcel Kint
- Putte-Kapellen
- Omloop Gemeente Melle
- Gesamtwertung und vier Etappen Étoile de Bessèges
- Gesamtwertung und drei Etappen Belgien-Rundfahrt
- eine Etappe 4 Jours de Dunkerque

## Große Landesrundfahrten
Vuelta a España
- Teilnahme 1972

Giro d Italia
- keine Teilnahme

Tour de France
- Teilnahme 1972 und 1973

## Bekannte ehemalige Fahrer
- Walter Planckaert (1972–1977)
- Frans Verbeeck (1968[6]–1975)
- André Dierickx (1971+1976–1977)
- Leon Scheirs (1966–1970)
- Albert Van Damme (1969–1971)
- Frans Van Looy (1977)